# Владовский, Юрий Валерьевич
Юрий Валерьевич Владовский (род. 16 ноября 1970 года, Ленинград) — российский киноактёр и режиссёр, сценарист.

## Образование
В 1995 году окончил Санкт-Петербургскую государственную академию театрального искусства.

## Биография
- В 1995 окончил Санкт-Петербургскую государственную академию театрального искусства. (Режиссура драмы, класс А. А. Музиля)
- С 1995 по 2001 год жил и работал в Нидерландах[1].
- В 2002 году снимался в ситкоме «Агентство» (РЕН ТВ) и выступал режиссёром скетчкома «Недлинные истории» («Культура»).
- 2003—2004 год — режиссёр проектов «Последний герой-2» и «Последний герой-3» на «Первом канале»[2].
- 2004—2006 год — режиссёр, заместитель генерального продюсера и ведущий телеканала СТО[3].
- 2008 год — сценарист и режиссёр программы «Прожекторперисхилтон» на «Первом канале».
- 2009 год — режиссёр-постановщик программы «Большая разница» на «Первом канале»[4].
- 2010 год — режиссёр и креативный продюсер проектов телекомпании «Красный квадрат».
- 2010 год — ведущий и режиссёр программы «Yesterday Live» на «Первом канале».
- 2010 — 2013 год — режиссёр-постановщик мультсериала «Мульт личности» на «Первом канале»[5].
- 2011 — режиссёр-постановщик концерта «Прощай, Глухарь!» на НТВ[6].
- 2011 — режиссёр-постановщик концерта «Необыкновенный концерт с Максимом Авериным» на НТВ.
- 2013 — 2014 год — режиссёр-постановщик скетчкома «Рыжие» на канале «Пятница!»[7].
- 2015 — режиссёр-постановщик скетчкома «Миллионы в сети» на СТС[8].
- 2015 — режиссёр-постановщик 15 сезона сериала «Улицы разбитых фонарей» на НТВ.
- 2017 — режиссёр-постановщик сериала «Лабиринты» на канале «Россия-1»[9].
- 2018 — 2019 год — режиссёр-постановщик сериала «СеняФедя» на СТС[10].